# 爆破捕鱼

水下爆弹。

爆破捕鱼（blast fishing）又名炸鱼、鱼炮捕鱼，是使用爆炸物在水中产生的冲击波震死、震伤或震晕鱼类以便进行捕鱼。爆破捕鱼所产生的物理破坏和残留的化学物质都会对水域生态系统造成严重的破坏，因此除了东南亚的菲律宾、印度尼西亚和非洲的坦桑尼亚等少数国家，目前是世界各国和地区明令禁止的捕鱼方法。

## 概述
爆破捕鱼，使得海底珊瑚礁、鱼卵遭受破坏灭绝，未浮上水面的鱼类则沉入水底，尸体腐烂变质，造成生态系统與水质被毀。爆破捕鱼比传统捕鱼方法的捕获量多数倍，而且节约成本、操作简单，是东南亚国家，尤其是菲律宾、印度尼西亚等发展中国家最流行的捕鱼方法。

## 法律

### 中国大陆
《中华人民共和国渔业法》第三十条规定：“禁止使用炸鱼、毒鱼、电鱼等破坏渔业资源的方法进行捕捞”。
《中华人民共和国刑法》：“对违反保护水产资源法规，在禁渔区、禁渔期或者使用禁用工具、方法捕捞水产品，情节严重的，处三年以下有期徒刑、拘役、管制或罚金”。

### 日本
日本明令禁止爆破捕鱼。

### 台湾
《中華民國漁業法》第48條非經核准不得使用之採捕方法：採捕水產動植物，不得以左列方法為之：二、使用炸藥或其他爆裂物。